# Eustigma balansae
Eustigma balansae là một loài thực vật có hoa trong họ Hamamelidaceae. Loài này được Oliv. miêu tả khoa học đầu tiên năm 1891.